# Blauwe Sluis (Damme)

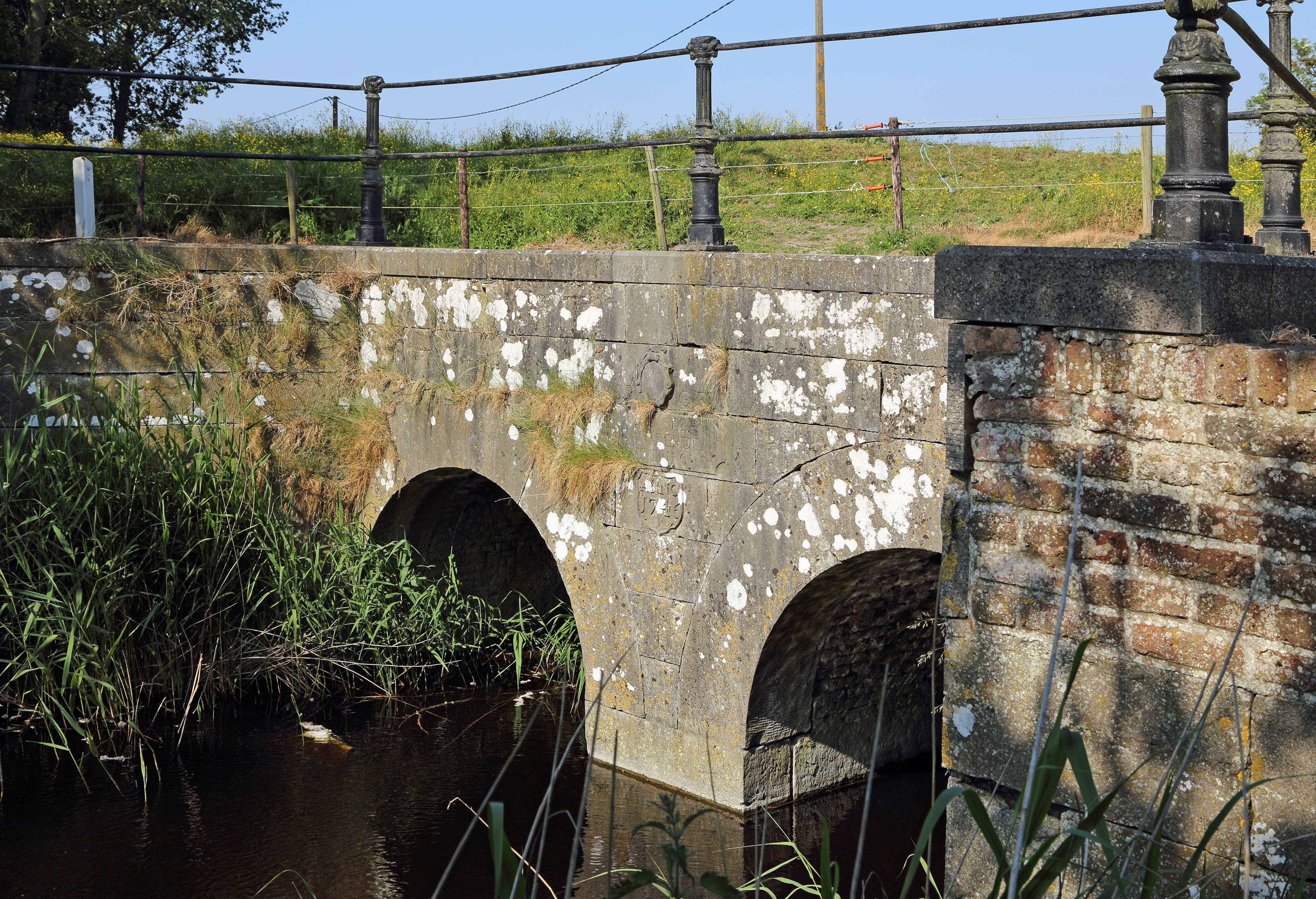
Blauwe sluis

De Blauwe Sluis is een spuisluis in de Belgische grensgemeente Damme die een belangrijke rol speelde bij het afwateren van de Belgische polders ten noorden van Brugge. Hij ligt 2 km ten zuidwesten van de Nederlandse grensstad Sluis, aan de Belgische zijde van het Lapscheurse Gat.
De Blauwe Sluis werd aangelegd in 1746 en diende ertoe om het overtollige water vanuit Lapscheure op het Lapscheurse Gat te lozen, van waar het via de Passluis bij Sluis naar het Zwin zou worden afgevoerd. Dit leidde echter nogal eens tot internationale strubbelingen, vooral tijdens de nasleep van de Belgische Revolutie (1830-1839). Vanaf 1843 werd echter het Leopoldkanaal gegraven, dat in 1847 de uitwateringsfunctie van de Blauwe Sluis overnam. De Blauwe Sluis werd gesloten, maar bleef wel bestaan en werd in 1976 geklasseerd als monument, en gerestaureerd.